# Joe Ranft
Joseph Henry Ranft, detto Joe (Pasadena, 13 marzo 1960 – Contea di Mendocino, 16 agosto 2005), è stato un animatore, doppiatore e sceneggiatore statunitense.

## Biografia

### Morte
Il 16 agosto 2005, a 45 anni rimane vittima di un incidente stradale: era su una Honda Element guidata da un suo amico, Elegba Earl; con loro c'era anche un altro passeggero, Eric Frierson; mentre attraversano la California State Route 1, Earl ha perso il controllo e il veicolo si è schiantato contro il guard rail per poi finire nel fiume Navarro. Ranft è morto sul colpo assieme a Earl, mentre Frierson riportò ferite lievi e riuscì a fuggire uscendo dalla capotta.
Dopo i funerali, il corpo di Ranft venne cremato. Gli venne dedicato il film Cars - Motori ruggenti. Anche nei titoli di coda del film La sposa cadavere appare la scritta In memory of Joe Ranft.

## Vita privata
Nel 1985 si sposò con Sue Barry, dalla quale ha avuto due figli, i doppiatori Jordan (1991) e Sophia (1995).

## Filmografia

### Doppiatore
- FernGully - Le avventure di Zak e Crysta (1992 - voce di Fly)
- Dennis the Menace (1993 - co-regista)
- Nightmare Before Christmas (1993 - voce di Igor)
- Scooby-Doo e i misteri d'oriente (1994 - voce di King T-rex)
- The Thief and the Cobbler (1995 - voce di Parrot)
- Toy Story - Il mondo dei giocattoli (1995 - voce di Lenny; storia e supervisore storia)
- Space Jam (1996 - storia e production greatest cartoon characters)
- La Freccia Azzurra (1996 - storia)
- Cats Don't Dance (1997 - storia e production greatest cartoon characters)
- Scooby-Doo e l'isola degli zombie (1998 - voce di Jack)
- A Night at the Roxbury (1998 - voce di The Hottie Dancer)
- A Bug's Life - Megaminimondo (1998 - voce di Heimlich, supervisore storia)
- La spada magica - Alla ricerca di Camelot (1998 - Storyboard)
- Il gigante di ferro (1999 - artista dello storyboard)
- Scooby-Doo e il fantasma della strega (1999 - voce di Enormous Turkey)
- Toy Story 2 - Woody e Buzz alla riscossa (1999 - voce di Wheezy e Heimlich, materiale storia aggiuntiva)
- Thomas and the Magic Railroad (2000 - voce di Donald)
- Buzz Lightyear da Comando Stellare - Si parte! (2000 - voce di Wheezy)
- Scooby-Doo e gli invasori alieni (2000 - voce di Spider)
- Monkeybone (2001 - voce di Streetsquashed Rabbit)
- Shrek (2001 - voce di Fairytale Creatures)
- Scooby-Doo e il viaggio nel tempo (2001 - voce di Moon Goon #1)
- Monsters & Co. (2001 - voce di Claws Ward, materiale storia aggiuntiva,StoryBoard Artist)
- Alla ricerca di Nemo (2003 - voce di Jacques)
- Elf - Un elfo di nome Buddy (2003 - voce di The Store Owner)
- Looney Tunes: Back in Action (2003 - artista dello storyboard)
- Shrek 2 (2004 - voce di Knights)
- Gli Incredibili - Una "normale" famiglia di supereroi (2004 - voci aggiuntive)
- SpongeBob - Il film (2004 - voce di Reporters)
- The Backyardigans (2004-2006) - voce di Princess CloeTasha's Horse)
- Robots (2005 - voce di Garbage Robots)
- La sposa cadavere (2005 - voce di Bat)
- Chicken Little - Amici per le penne (2005 - voce di Doggy Loggy)
- Cars - Motori ruggenti (2006 - regista, storia originale, sceneggiatura, voce di Red e Peterbilt)

## Altri lavori
- Luau (corto) (1982) - storia
- Fun with Mr. Future (corto) (1982) - storia
- Pippo nel pallone (corto) (1987) - storia
- Le avventure del piccolo tostapane (1987) - storia e sceneggiatura
- Chi ha incastrato Roger Rabbit (1988) - storysketch animazione
- Alla ricerca della Valle Incantata (1988) - storia
- Oliver & Company (1988) - storia
- La sirenetta (1989) - artista storyboard
- Bianca e Bernie nella terra dei canguri (1990) - animazione sceneggiatura
- La bella e la bestia (1991) - storia
- Aladdin (1992) - storia
- Nightmare Before Christmas (1993) - animazione storyboard
- Il re leone (1994) - storia
- Toy Story - Il mondo dei giocattoli (1995) - storia e supervisore storia
- James e la pesca gigante (1996) - animazione storyboard
- A Bug's Life - Megaminimondo (1998) - storia
- Toy Story 2 - Woody e Buzz alla riscossa (1999) - storia materiale aggiuntivo e supervisore storia
- Fantasia 2000 (1999) - storia
- Atlantis - L'impero perduto (2001) - storia
- Monsters & Co. (2001) - storia materiale aggiuntivo e artista storia
- La sposa cadavere (2005) - produttore esecutivo
- Cars - Motori ruggenti (2006) - storia e co-regista
- Carl Attrezzi e la luce fantasma (2006) - storia
- Ratatouille (2007) - storia
- Onward - Oltre la magia (2020) - storia
- Soul (2020) -  Mentors to the character 22

## Doppiatori italiani
Nelle versioni italiane dei suoi film Joe Ranft è stato doppiato da:
- Luca Dal Fabbro in Toy Story - Il mondo dei giocattoli
- Roberto Stocchi in A Bug's Life - Megaminimondo
- Mino Caprio in Toy Story 2 - Woody e Buzz alla riscossa
- Jacques Peyrac in Alla ricerca di Nemo
- Luis Daniel Ramírez in Cars - Motori ruggenti